# میزویل، آرکانزاس
میزویل (به انگلیسی: Maysville) یک منطقهٔ مسکونی در ایالات متحده آمریکا است که در شهرستان بنتون، آرکانزاس واقع شده‌است. میزویل ۶٫۰۵ کیلومتر مربع مساحت و ۴۲۶ نفر جمعیت دارد و ۳۱۷٫۹۱ متر بالاتر از سطح دریا واقع شده‌است.